# المحاسنة
قرية المحاسنة هي إحدى القرى التابعة لمركز جرجا بمحافظة سوهاج في جمهورية مصر العربية. حسب إحصاءات سنة 2006، بلغ إجمالي السكان في المحاسنة 9965 نسمة، منهم 5199 رجل و4766 امرأة.